# SOS Eisberg
S.O.S. Eisberg ist ein deutscher Spielfilm von Arnold Fanck aus den Jahren 1932/1933, in dem sich Elemente des Bergfilmdramas und des Katastrophenfilms mischen. Zu den Vorbildern gehört das „Pol-Hörspiel“ der späten Weimarer Republik, SOS … rao rao … Foyn – „Krassin“ rettet „Italia“ von Friedrich Wolf, der Drehbuch-Mitautor von S.O.S. Eisberg war.

## Präludium
Zu Beginn des Jahres 1932 erhielt Fanck eine Anfrage aus Hollywood, ob er für Universal Pictures einen „Natur-Spielfilm“ realisieren wolle. Dabei schwebte den deutsch-amerikanischen Filmindustriellen ein mit Fancks Filmen Die weiße Hölle vom Piz Palü bzw. Stürme über dem Montblanc vergleichbares Projekt vor, da beide auch in den Vereinigten Staaten erfolgreich in den Kinos gelaufen waren. Fancks erster Vorschlag, am Mount McKinley in Alaska zu drehen, überzeugte die Universal-Filmbosse nicht; es sollte wohl ein weitaus spektakulärer Drehort gefunden werden, ein Umfeld, das eine filmische Steigerung des beim Kinobesucher bereits eingeführten Themas Berge, Schnee und Eis versprach.
In Fancks Mitarbeiterkreis, Sepp Allgeier, Richard Angst und Bernhard Villinger, gab es bereits seit 1913 bzw. 1926 einschlägige Erfahrungen mit Grönland bzw. dem Polarkreis. Fanck hatte sich schon früher mit dem Drehort Grönland befasst, er schrieb beispielsweise 1926 das Manuskript für den Film Milak, der Grönlandjäger.
Die im Drama endenden Grönland-Expeditionen von Umberto Nobile mit dem Luftschiff Italia 1928 und von Alfred Wegener 1930 waren im kollektiven Gedächtnis der damaligen Zeit präsent, so dass einem spektakulären Kinofilm über Grönland das Vorfeld bereitet schien.
Fanck übermittelte sein Exposé kostspielig per Telegramm nach Hollywood und reiste mit seiner Sekretärin und Freundin Elisabeth Kind (1908–1995) im Mai 1932 auf der Bremen nach New York City und von dort per Eisenbahn quer durch den nordamerikanischen Kontinent bis nach Los Angeles. Dort wurde er von Paul Kohner begrüßt und von Studioboss Carl Laemmle erwartet, die zu seinen Ehren einen Empfang mit Hollywood-Größen wie Marlene Dietrich und Greta Garbo veranstalteten. Das filmische Vorhaben erhielt ein Budget von 1 Million Reichsmark, das bis zu diesem Zeitpunkt teuerste und aufwändigste Projekt der Filmgeschichte.
Grönland war ein seinerzeit (von 1776 bis 1948) für Touristen bzw. Ausländer gesperrtes Territorium; für Dreharbeiten mit Schauspielern bedurfte es daher einer Umgehung dieser Bestimmung für die dänischen Behörden. Kurzerhand wurden die Dreharbeiten mit Hilfe des Ethnologen und Polarforschers Knud Rasmussen, der auch die Schirmherrschaft für den Film übernahm, als wissenschaftliche Expedition deklariert. Zusätzlich wurden die Glaziologen Fritz Loewe und Ernst Sorge engagiert, die sich bereits durch ihre Teilnahme an Expeditionen des Alfred Wegener einen Namen gemacht hatten.
Während Fanck die wagemutige deutsche Pilotin Elly Beinhorn als Hauptdarstellerin präferierte, setzten Universal Pictures die durch Fanck zuvor bereits eingeführte Darstellerin Leni Riefenstahl durch. Beinhorn mag ihnen vom Typ her als etwas zu herb für den US-amerikanischen Geschmack gewirkt haben. Sie war zudem zu einer fliegerischen Erdumrundung unterwegs, die ihre Teilnahme am Dreh aussichtslos erscheinen ließ.

## Realisation

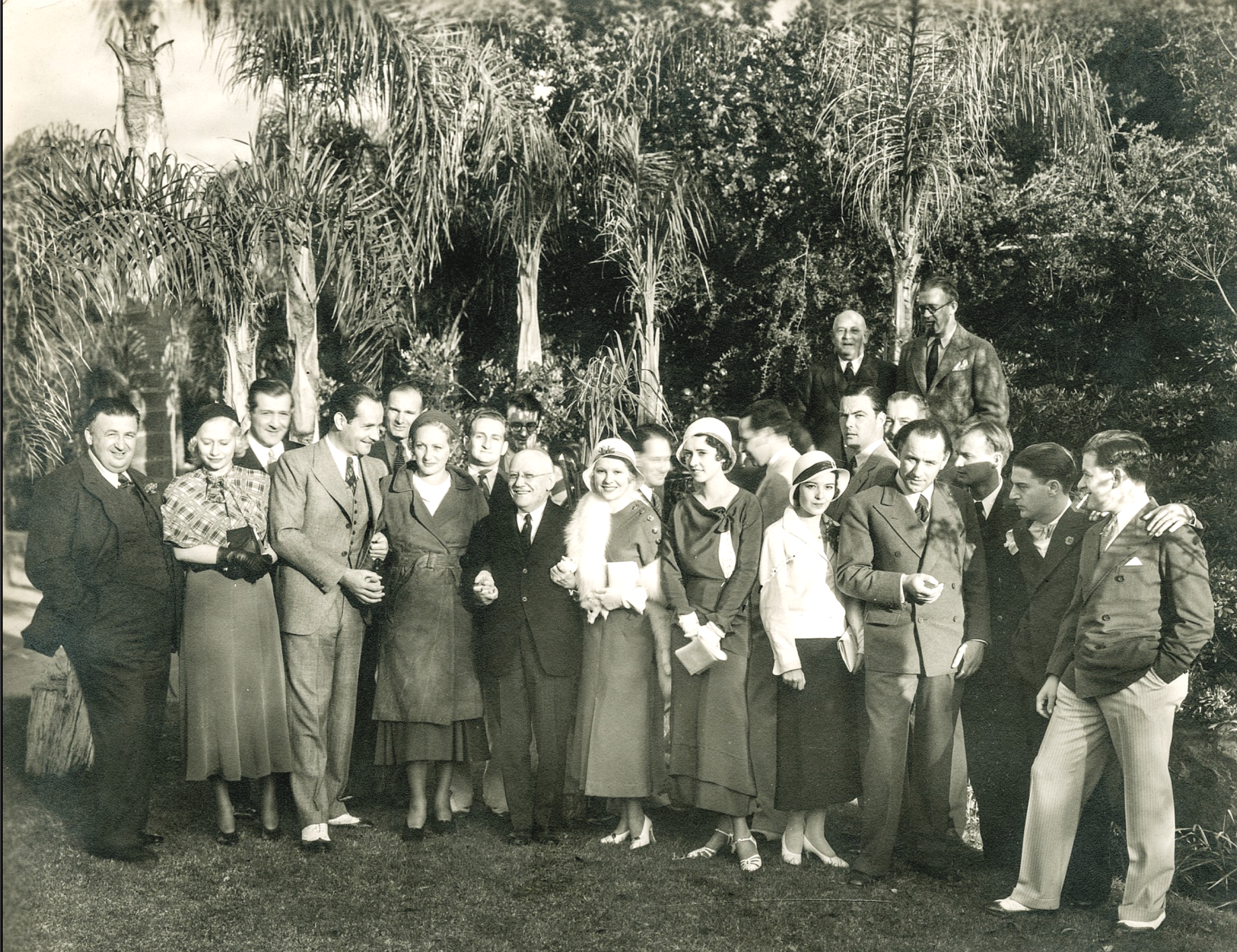
Vordere Reihe: Carl Laemmle (5. von links), Arnold Fanck (4. von rechts) in Hollywood, Mai 1932

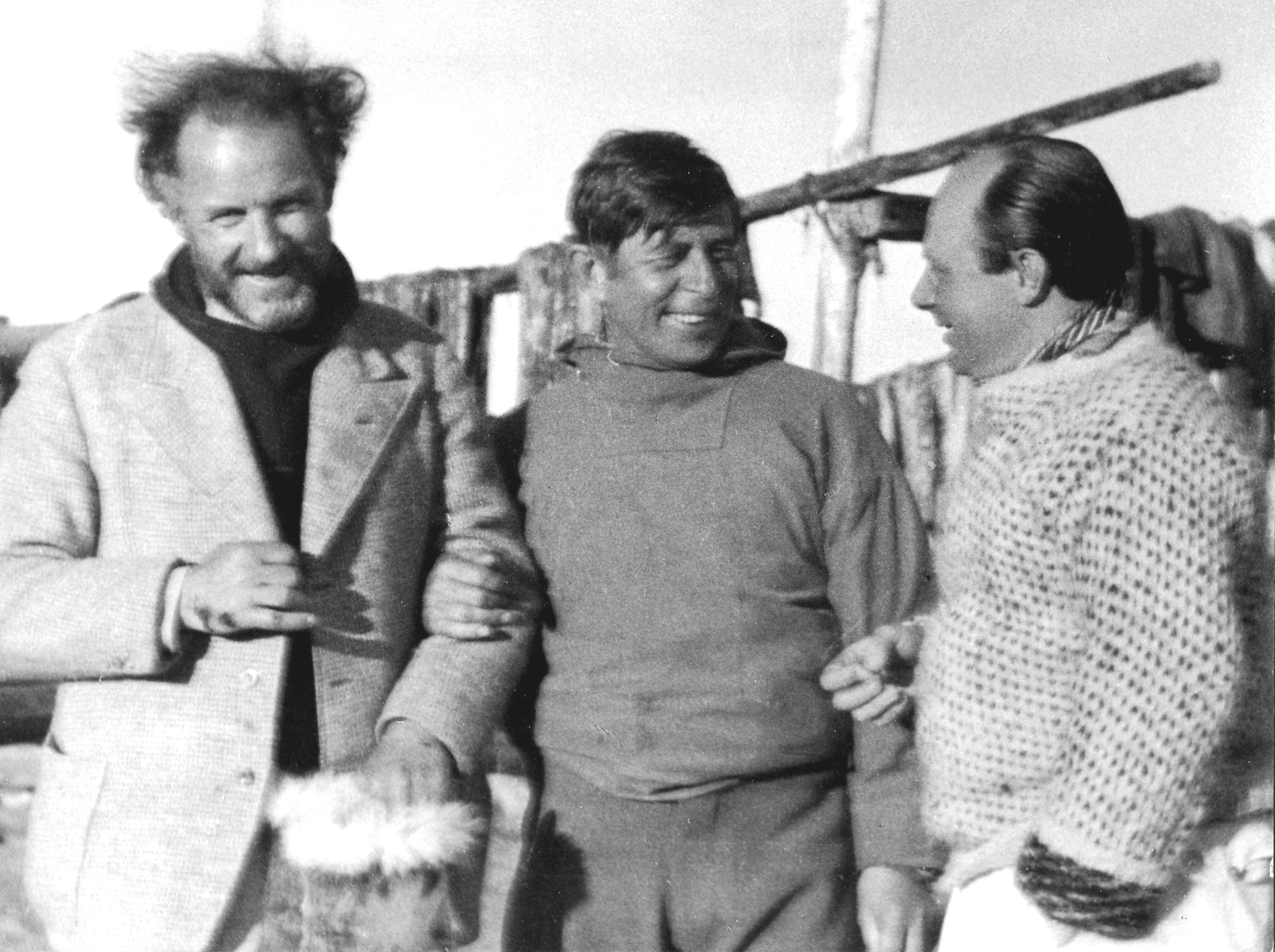
Arnold Fanck, Knud Rasmussen und Ernst Udet am Set

Das Drehbuch von S.O.S. Eisberg basiert auf Motiven einer Hörspielvorlage von Friedrich Wolf, die den Absturz des Luftschiffes Italia im nördlichen Eismeer im Jahr 1928 und die sich daran anschließende internationale Rettungsaktion behandelt. Betont die Vorlage noch die Rolle des Funkverkehrs für die internationale Solidarität (italienische Havaristen werden durch einen sowjetischen Eisbrecher gerettet), so wird S.O.S. Eisberg aus nationaler Perspektive erzählt: Eine deutsche Funkstation koordiniert die Suchaktion, ein deutsches Flugzeug mit einem deutschen Piloten verheißt Rettung, der deutsche Pilot kommandiert Eskimos.
Fanck arbeitete mit seinem bewährten Kamerateam um Richard Angst und Hans Schneeberger, auch die Hauptdarstellerin Leni Riefenstahl gehörte bereits seit mehreren Jahren zu Fancks ständigen Mitwirkenden. Mit ihr wie auch dem Piloten Ernst Udet hatte er bereits Die weiße Hölle vom Piz Palü (1929) sowie Stürme über dem Mont Blanc (1930) gedreht.
Der Film wurde als deutsch-amerikanische Koproduktion durch Universal Pictures und die Deutsche Universal Film A. G. realisiert. Wie zur Zeit des frühen Tonfilms oft üblich, wurde in zwei verschiedenen Sprachfassungen gedreht, hier in Deutsch und Englisch. Beide unterscheiden sich inhaltlich, insbesondere zu Beginn und am Ende. Der Großteil der Dreharbeiten fand im Sommer 1932 in der Umgebung der Siedlung Uummannaq auf Grönland statt, einige Szenen wurden 1933 in den Schweizer Alpen nachgedreht.
Fancks Autobiografie zufolge sei das nicht benötigte Filmmaterial nach Fertigstellung der deutschsprachigen Fassung des Films im Sommer 1933 „durch den Irrtum eines kleinen Angestellten des Kopierwerkes“ vernichtet worden. Dies ließ sich bisher weder bestätigen noch widerlegen, zumal das originale Kamera-Negativ als verschollen gilt.

## Handlung
Die Grönland-Expedition des Professors Lorenz (Gustav Diessl) ist im ewigen Eis verschollen. Bisherige Rettungsexpeditionen seines jungen Kollegen Dr. Johannes Krafft (Sepp Rist) blieben erfolglos. Krafft muss sich daher vorwerfen lassen, nicht ausgiebig genug gesucht zu haben. Als schließlich doch Hinweise dafür gefunden werden, dass Professor Lorenz noch am Leben sein könnte, stellt Krafft eine neue Expedition zusammen und bricht in den hohen Norden auf. Am Karajak-Gletscher findet er Aufzeichnungen, aus denen hervorgeht, dass Lorenz versuchen wollte, eine in der Nähe gelegene Eskimo-Siedlung zu erreichen. Auch Krafft und seine Männer machen sich auf diesen Weg, werden jedoch beim Versuch, einen Fjord zu überqueren, auf einer Eisscholle aufs offene Meer abgetrieben. Sie treiben dabei geradewegs auf einen Eisberg zu, auf dem sie schließlich Lorenz entdecken. Mit Hilfe eines Kurzwellenfunkgeräts senden die Gestrandeten Hilferufe aus. Zufällig empfängt ein deutscher Funkamateur auf dem Festland die Signale und benachrichtigt Lorenz’ Ehefrau Hella (Leni Riefenstahl). Diese macht sich mit einem deutschen Flugzeug auf den Weg ins Eismeer, um ihren Ehemann zu retten. Bei der Wasserung kollidiert das Flugzeug mit dem Eisberg, Hella gelingt es jedoch, diesen zu erklimmen. Die Rettung kommt dann in Gestalt des deutschen Flieger-Asses Ernst Udet, der sich auch in diesem Fanck-Film selbst verkörpert und auf seinen reichsweiten Bekanntheitsgrad als Kunstflieger baut. Er sichtet den Eisberg und mobilisiert die Bewohner einer Eskimo-Siedlung. Die Eskimos, kommandiert von dem deutschen Weltkriegsoffizier Udet, kommen den Havaristen mit ihren Kajaks zu Hilfe und bringen diese zurück zum Festland.

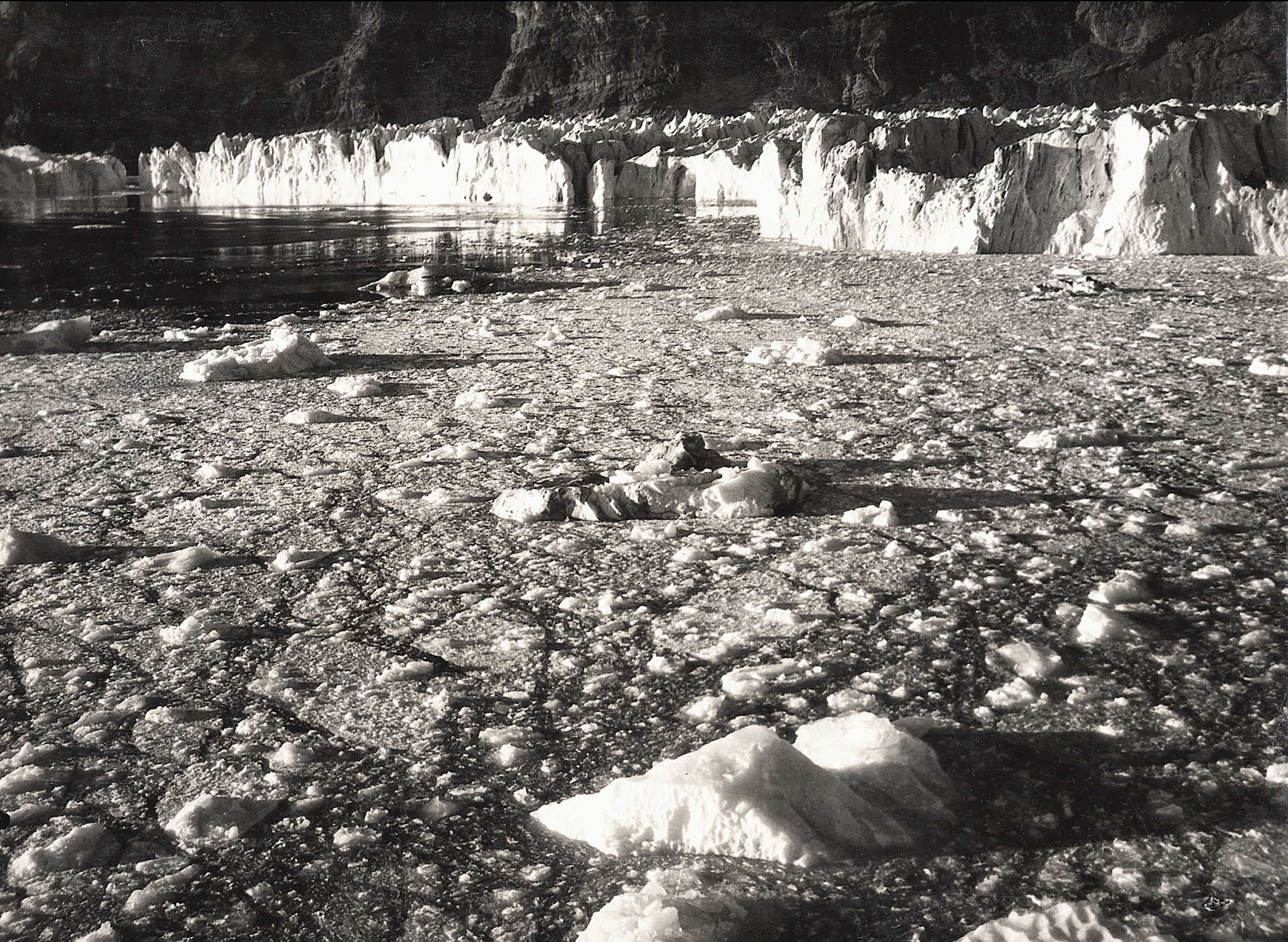
Rinkgletscher
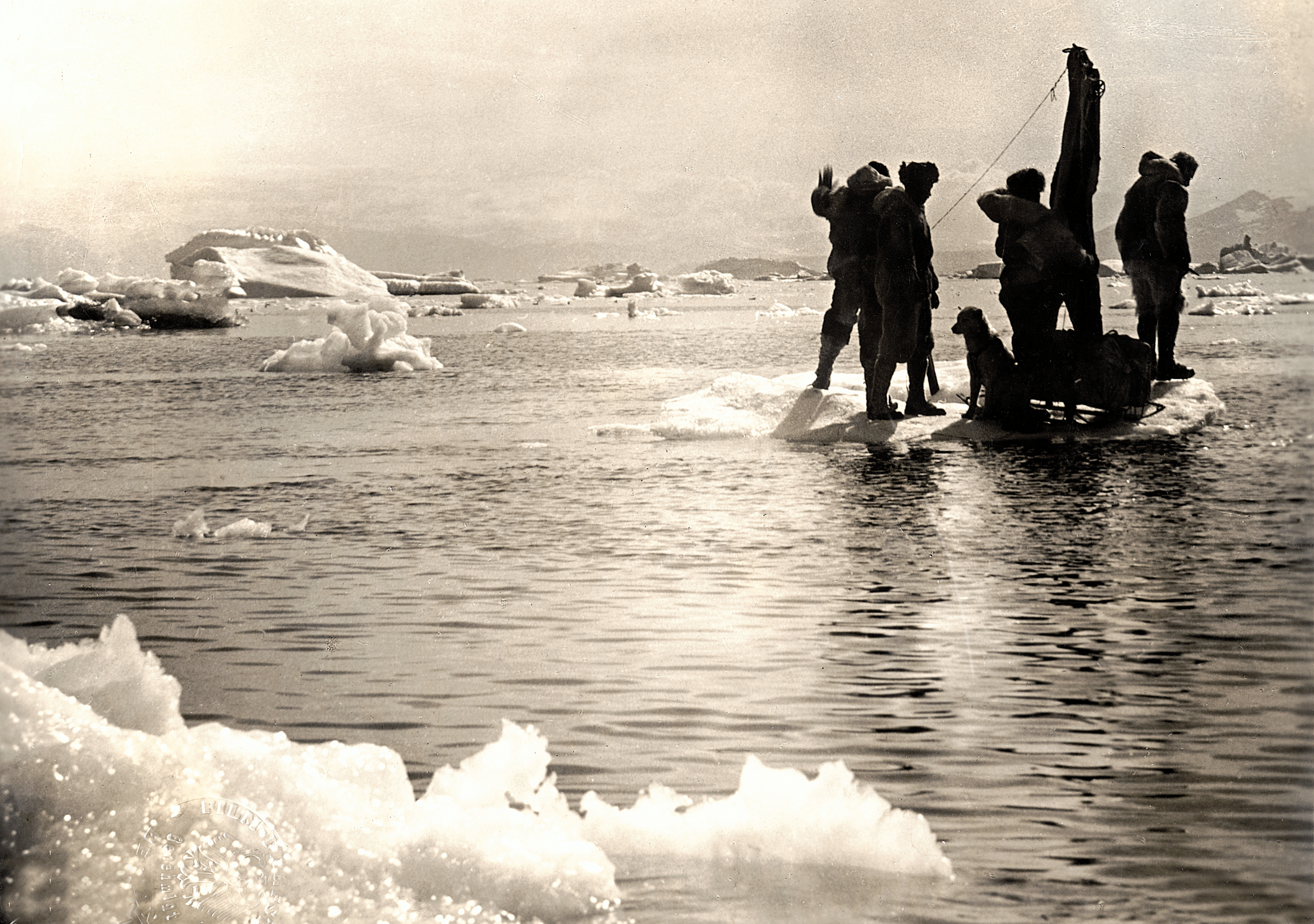
Auf einer Eisscholle treibende Darsteller
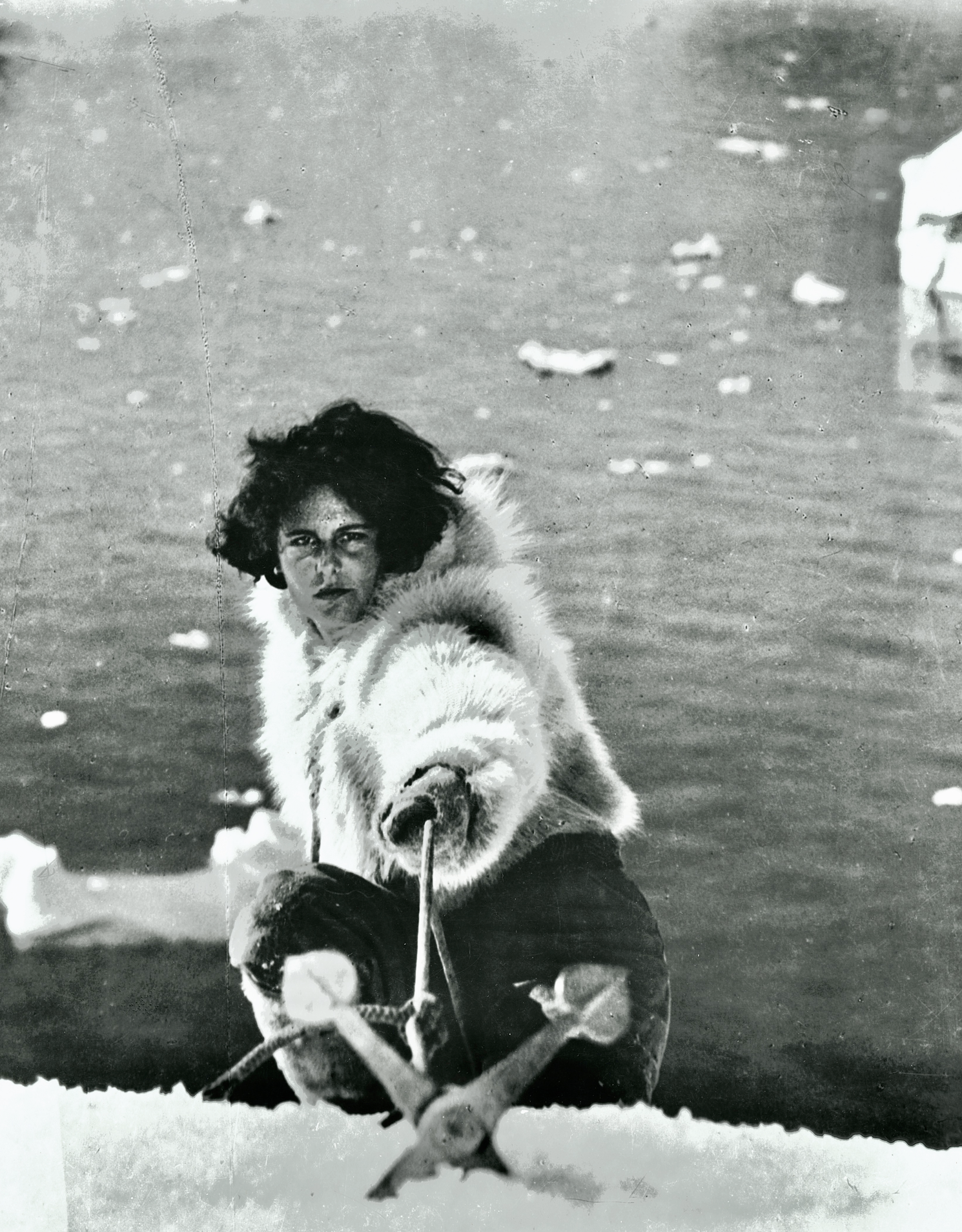
Leni Riefenstahl erklimmt Eisberg
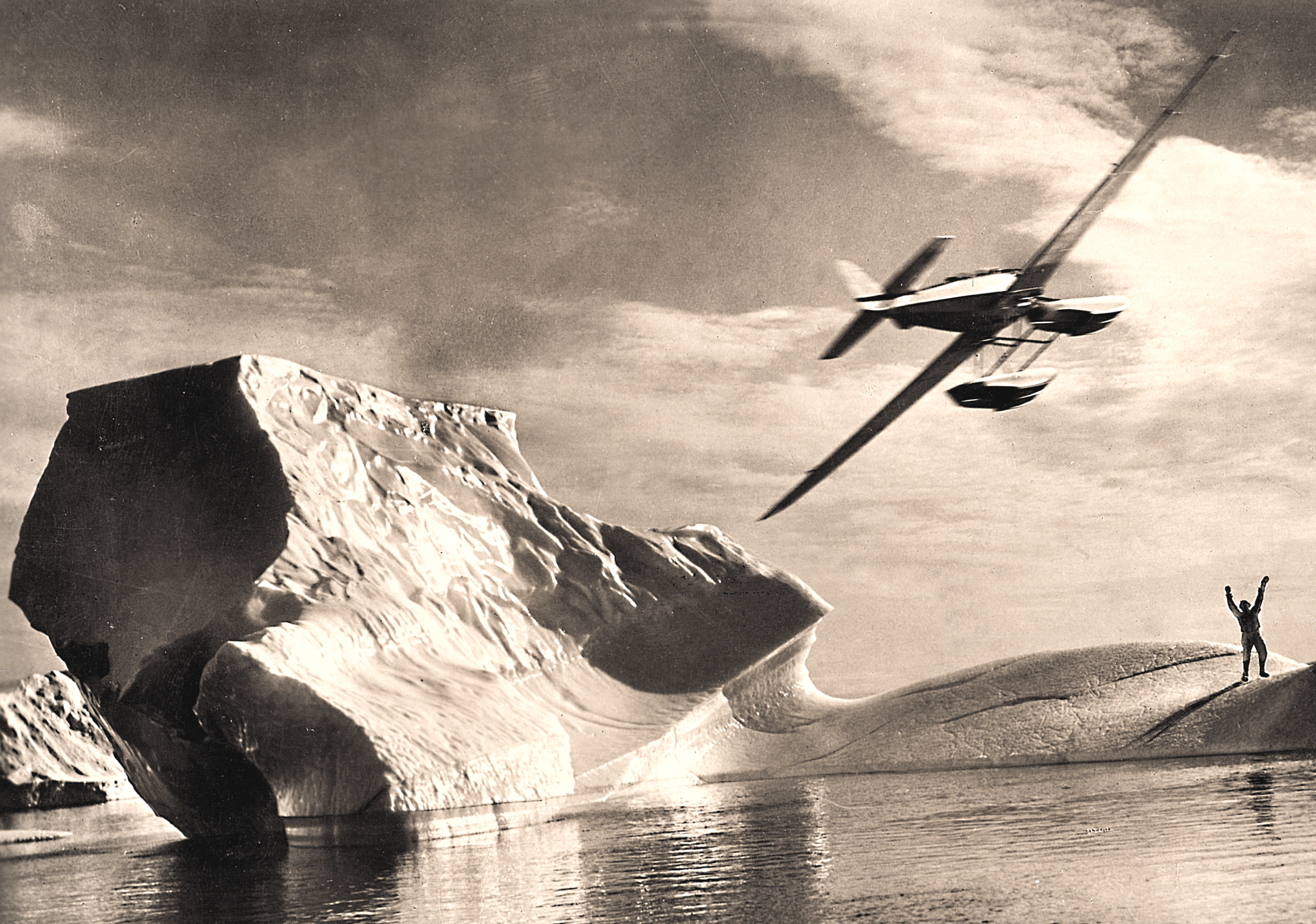
Pilot Ernst Udet entdeckt eine zu rettende Person
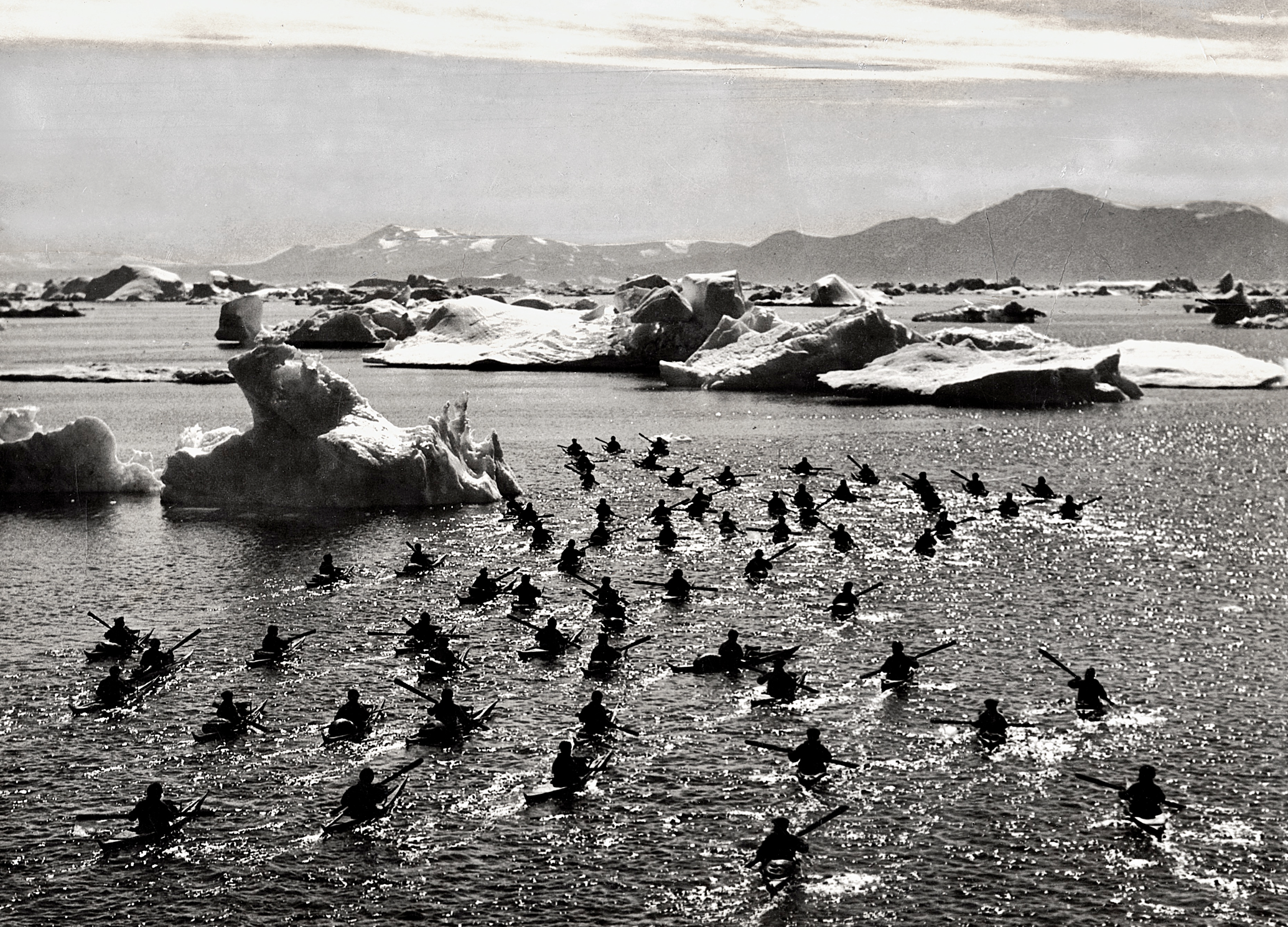
In Kajaks kommen Eskimos im Eismeer zu Hilfe
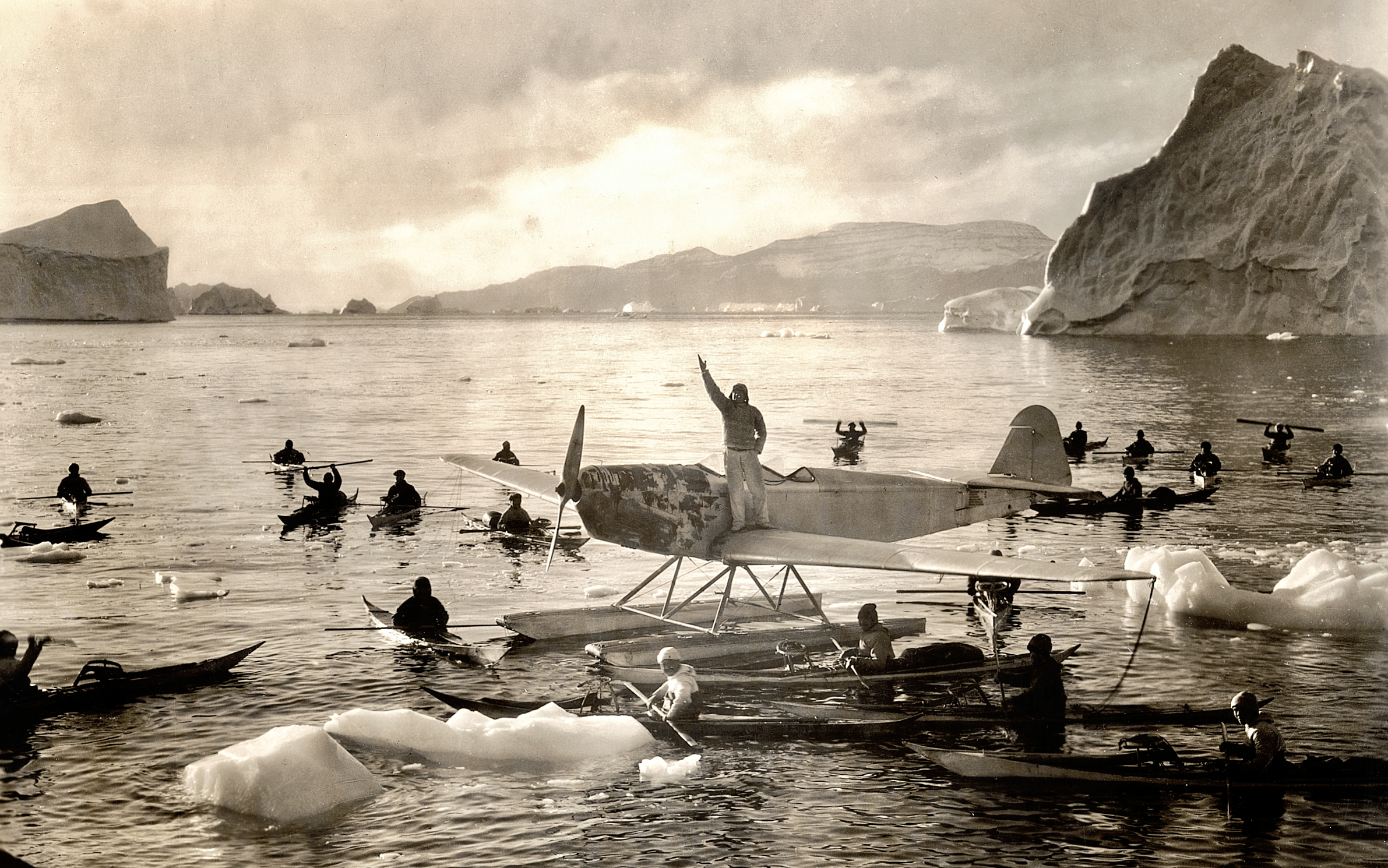
Von Eskimos in Kajaks umgebenes deutsches Flugzeug mit grüßendem Pilot Ernst Udet
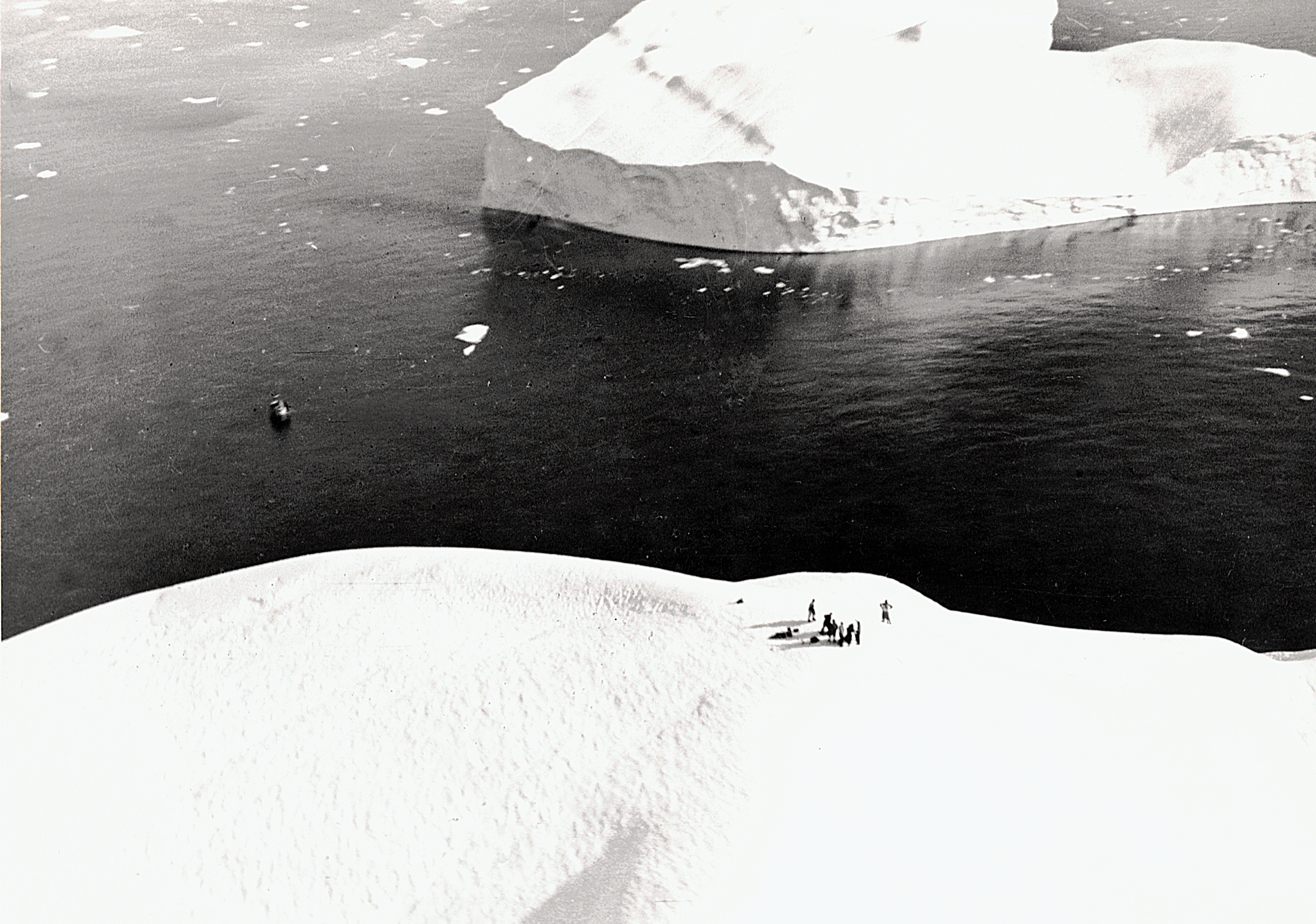
Filmteam auf einem Eisberg

## Rezeption
S.O.S. Eisberg erlebte seine Uraufführung am 30. August 1933 in Berlins UFA-Palast am Zoo und am 19. Oktober 1933 in Wiens Apollo. Die US-amerikanische Fassung S.O.S. Iceberg wurde am 22. September 1933 in New York Citys Filmpalast Criterion uraufgeführt.
Der Film kam in mehreren Ländern der Erde in die Kinos. Filmplakate und -werbung sind erhalten aus Frankreich, Österreich, Schweden und Spanien. Kopien des Films werden heute von der Friedrich-Wilhelm-Murnau-Stiftung, im Bundesarchiv, durch die Stiftung Deutsche Kinemathek, vom Gosfilmofond Russlands in Moskau sowie im UCLA Film & Television Archive in Los Angeles aufbewahrt.

## Politisch-gesellschaftliches Umfeld
Im Abspann des nach der Machtabtretung an die Nationalsozialisten 1933 uraufgeführten Films wird Drehbuch-Mitautor Friedrich Wolf wegen dessen jüdischer Herkunft und seiner Mitgliedschaft in der KPD nicht erwähnt.
Der ebenfalls jüdische und politisch links orientierte Komponist der Filmmusik, Paul Dessau, war zum Zeitpunkt der Uraufführung bereits mit seiner Familie nach Frankreich emigriert. Er wurde während der Tonaufnahmen zur Filmmusik von einem Mitwirkenden des Tonfilmorchesters Tofio denunziert. Seine Filmpartitur ist verschollen, lediglich ein Fragment mit dem Titel „Sendestationen (S.O.S.)“ ist im Archiv der Berliner Akademie der Künste erhalten.
Im Februar 1934 emigrierte auch der jüdische Polarforscher Fritz Loewe, nachdem ihn sein langjähriger Expeditionskamerad Ernst Sorge denunziert hatte. Alle Filmsequenzen mit Fritz Loewe waren unerwünscht und wurden bei der Zusammenstellung des Filmmaterials auf Veranlassung der Geheimen Staatspolizei nicht verwendet.

## Parodie
Parallel zum Dreh von S.O.S. Eisberg wurde im Auftrag von Carl Laemmle von Universal Pictures die Grönlandposse Nordpol – Ahoi! gedreht. Regisseur war Andrew Marton, der bei der englischsprachigen Fassung von S.O.S. Eisberg für den Schnitt zuständig war. Die Hauptrollen besetzte Marton mit seiner Frau Jarmila Marton sowie Guzzi Lantschner und Walter Riml. Hinter der Kamera stand Richard Angst. Der Film gilt als Parodie auf S.O.S. Eisberg und bekam bei seiner Premiere am 18. April 1934 im Berliner Mozartsaal begeisterte Kritiken. Er ist bis heute verschollen.

## Literatur

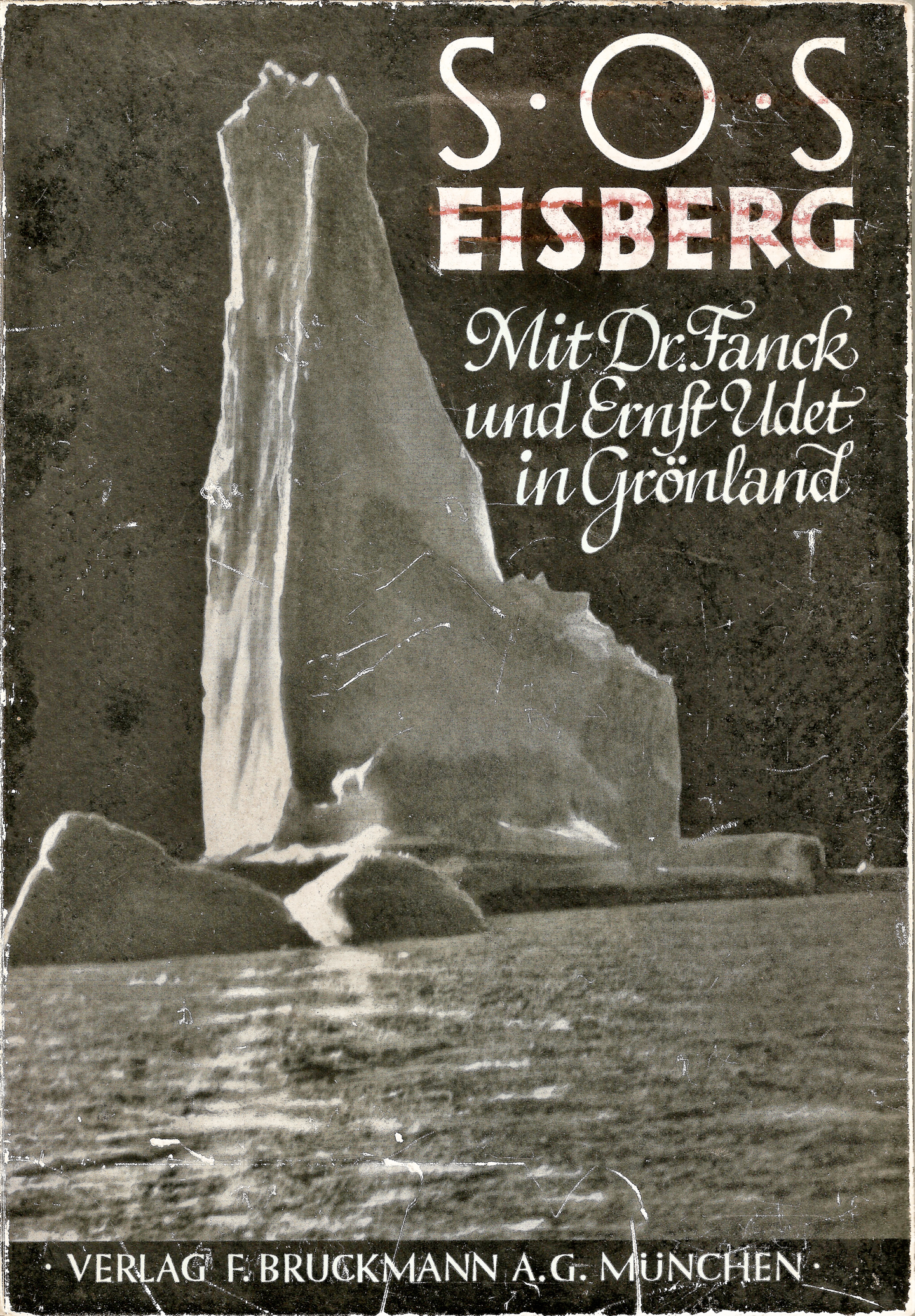
Buchdeckel S.O.S Eisberg – Mit Dr. Fanck und Ernst Udet in Grönland, 1933